# Космос-9
Космос-9 — советский разведывательной космический спутник Земли, запущенный СССР в 1962 году, также известен как Зенит-2 № 7. Это был девятый аппарат из серии космических спутников «Космос» и третий успешно запущенный советский разведывательный спутник после Космоса-4 и Космоса-7.
Для запуска спутника в космос использовалась ракета-носитель Восток-2. Запуск произошёл в 9:39:51 GMT 27 сентября 1962 года со стартовой площадки 1/5.
Космос-9 был помещен в низкую околоземную орбиту с перигеем в 829 километров (515 миль), апогеем в 981 километр (610 миль), с наклоном в 67,6 градусов, и орбитальным периодом в 103,1 минуты. Он провел четыре дня выполняя миссию, после чего 1-го октября покинул орбиту и выполнил посадку с помощью парашюта.
Космос-9 использовался как разведывательный спутник. В дополнение к разведке, он был также использован для исследования излучения в поддержку программе «Восток».